# Youngsville (Louisiane)
Pour les articles homonymes, voir Youngsville.
Youngsville est une petite ville de l'État américain de Louisiane, dans la paroisse de Lafayette.
Elle couvre une superficie de 17,3 km2. Sa population était de 8 209 habitants selon un recensement de 2011.